# تيتي نحاسي
سعدان تيتي النُحاسي، تيتي نُحاسي (الأسم العلمي: Plecturocebus cupreus) هي نوع من أنواع التيتي، ونوع من قرود العالم الجديد، في أمريكا الجنوبية. تم العثور عليه في منطقة الأمازون في البرازيل وبيرو، وربما في شمال بوليفيا. تم وصفه باسم Callicebus cupreus في عام 1823.

## الموائل والنشاط
عادة ما يسكن تيتي النُحاسي في الأراضي المنخفضة الاستوائية والغابات شبه الاستوائية في المناطق التي تغمر موسمياً. يمكن العثور عليها أيضًا في الموائل الفرعية للغابات، والغابات الصغيرة، وحواف المستنقعات، وغابات الخيزران. تم العثور على مجتمعها بشكل أساسي غرب ريو ماديرا في البرازيل، وحول ريو هوالاغا في البيرو، وداخل حوض ريو مادري دي ديوس العلوي في البيرو وبوليفيا، وبالقرب من منطقة ريو مارانون - أمازوناس الشمالية، وحول كورديليرا الشرقية في بيرو والإكوادور، وبين ريوس غواميس وبوتومايو، وعلى طول القاعدة الشرقية من سييرا دي لا ماكارينا بين نهري جيابيرو وأوبيا.

## النظام الغذائي
يتكون النظام الغذائي لتيتي النُحاسي من الفاكهة والحشرات. يقضي النحاسي ما يقرب من 75٪ من وقته في التغذي بالفاكهة. أما الـ 25٪ الباقية فتنفق على أكل الخيزران وأوراق الشجر وبعض الحشرات. يكون وقت تناول الطعام بشكل عام خلال الصباح الباكر وبعد الظهر، بينما تحدث التغذية الإضافية على الأوراق قبل النوم. نادرًا ما تأكل الثديات النُحاسية مع الرئيسيات الأخرى، ولكنها تأكل قبل أو بعدها في نفس الشجرة. غالبًا ما تأكل مجموعات تيتي النُحاسي من نفس مصدر الطعام معًا، مما يعني أنها قد تكون اجتماعية لأوقات الوجبات. تختلف الإناث في نظامها الغذائي عند الرضاعة، حيث تأكل ما يقرب من ضعف عدد الحشرات. ويرجع إلى زيادة طلب الجسم على البروتين. لا يُعرف عن الذكور في تغيَُر وجباتهم الغذائية خلال الوقت الذي يقضونه في الرعاية الأولية.

## السلوك
يتميز سلوك تيتي النُحاسي بطابع نهاري وشجري تمامًا، حيث يقضون كل يومهم في الأشجار. ويعيشون في مجموعات عائلية تتكون من زوج بالغ وحتى ثلاثة أجيال من النسل. الأزواج البالغة هي أحادية الزواج وتتزاوج مدى الحياة. قد ينخرط أفراد الأسرة في تشابك الذيل قبل النوم وأثناءه. نظرًا لأن ذيولهم ليست قابلة للإمساك بشئ، فلا يمكن استخدامها كقبضة إضافية. عند أول لقاء، سوف تشم التيتي وجوه بعضها البعض، ويشم أيضًا رائحه عن طريق فرك صدورهم على الأغصان - ونشر إفرازات من غددهم الكظرية - قبل استنشاقها. من الممكن أن يلعب هذا دورًا عند تحديد المنطقة. لديهم العديد من الإشارات البصرية التي تظهر عند الغضب أو الإثارة. أبرزها اهتزاز رؤوسهم وأجسادهم، أو التمايل، أو النظر بعيدًا عن الآخرين، أو الرفع والضرب بذيلهم. تشمل الإشارات الأخرى الأسنان المسدودة أو الرأس المنخفض أو العيون المغلقة أو الشفتين البارزة أو الظهر المقوس.

## الدور البيئي والافتراس والحفظ
يعد الدور البيئي لتيتي النُحاسي دورًا مهمًا من أجل التنوع البيولوجي المحلي. تشتت بذور الثمار للنُحاسية داخل موائلها، يعزز النمو البيئي المُستمر. التهديدات من الافتراس تأتي من الطيور والقطط الوحشية، وربما قرود الكبوشي. التهديدات البشرية منخفضة، وعلى الرغم من ذلك، يتم اصطيادهم من حين لآخر كلحوم طرائد ولذيولهم. نظرًا لموقعها في منطقة نائية ومعزولة، فإن الاتحاد الدولي للحفاظ على القائمة الحمراء للأنواع المهددة بالانقراض (الاتحاد الدولي لحفظ الطبيعة) يضعها في فئة الخطر الأقل.

## روابط خارجية
- معلومات الرئيسيات صافي الوقائع